# Bałła
Bałła (Bałło) – polski herb szlachecki, odmiana herbu Gryf, z nobilitacji.

## Opis herbu
Opis zgodnie z klasycznymi regułami blazonowania:
W polu błękitnym gryf srebrny, wspięty o orężu złotym, trzymający w prawej łapie szablę o srebrnej głowni i rękojeści złotej. W klejnocie pół godła.

## Najwcześniejsze wzmianki
Nadany w 1768 roku wojskowym Franciszkowi i Janowi Bałła.

## Herbowni
Bałła - Bałło.